# Svenska Handelsbanken
Svenska Handelsbanken (kurz Handelsbanken) ist ein schwedisches Kreditinstitut und eine der größten Banken in Nordeuropa mit einem flächendeckenden Filialnetz in Schweden, Finnland, Norwegen, Dänemark und dem Vereinigten Königreich sowie 38 Niederlassungen und 4 Repräsentanzen in weiteren 17 Ländern.

## Geschichte

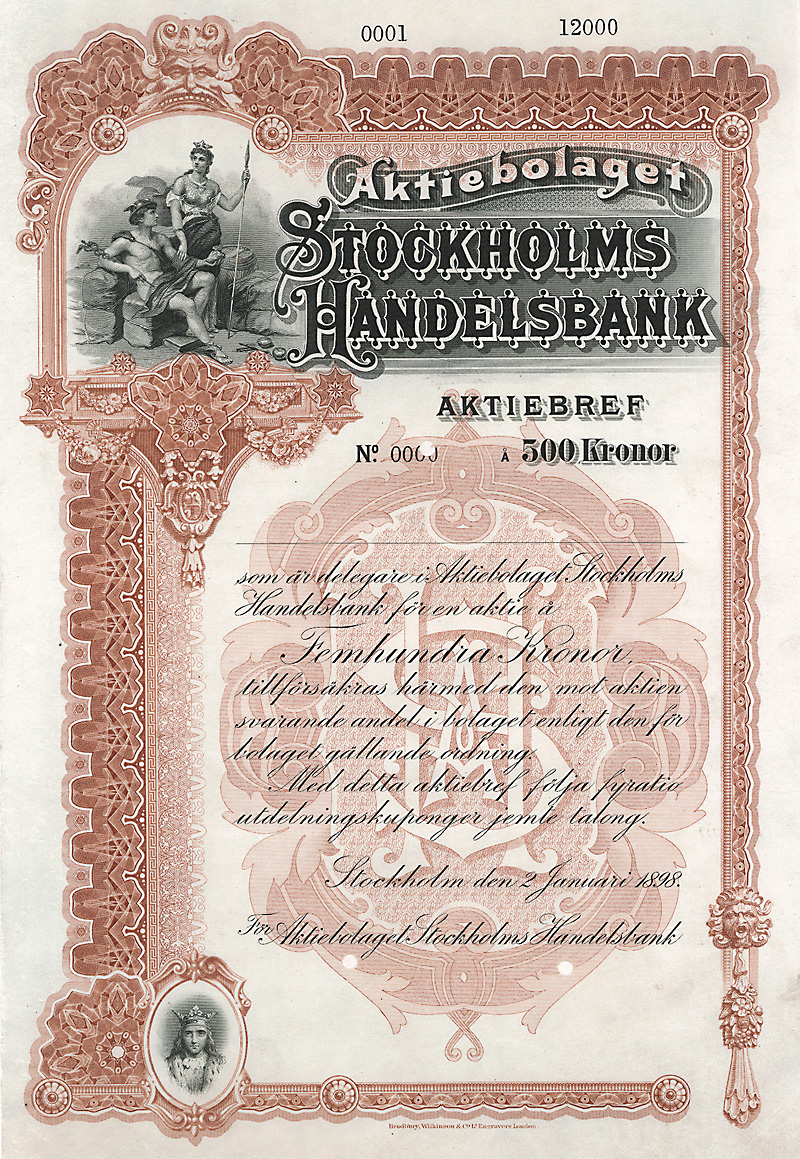
Specimen der AB Stockholms Handelsbank vom 2. Januar 1898

Handelsbanken Logo 1871–1956

Stockholms Handelsbank wurde 1871 gegründet und am 1. Juli des gleichen Jahres öffnete die Bank ihre erste Filiale am Kornhamnstorg in der Stockholmer Altstadt. Das Unternehmen wurde 1873 erstmals an der Börse in Stockholm gehandelt. Die Bank entwickelte sich unter der Führung des Bankiers Louis Fraenkels, der die Bank von 1893 bis 1911 führte, zu einer der führenden Geschäftsbanken Schwedens. 1905 zog die Bank in das Gebäude am Kungsträdgården, wo auch heute noch der Firmensitz ist. Zwischen 1914 und 1919 wurden andere schwedische Institute akquiriert. Die Bank wurde von der Weltwirtschaftskrise in den 1920er Jahren schwer getroffen und musste hohe Abschreibungen und Gewinneinbußen hinnehmen.
1970 wurde Jan Wallander Vorstandsvorsitzender des Unternehmens und richtete es in den darauffolgenden Jahren durch die Gründung organisatorisch weitgehend selbständiger Regionalbanken und die Abschaffung des seit den 1970er Jahren praktizierten Budgets neu aus. Ein erstes Programm zur Gewinnbeteiligung der Mitarbeiter „Oktogonen“ wurde 1973 aufgelegt und ab 1980 expandierte das Unternehmen außerhalb Schwedens. In der Schwedischen Bankenkrise von 1990 bis 1992 musste die Bank hohe Verluste hinnehmen, war aber als einzige schwedische Großbank nicht auf Staatshilfe angewiesen. 1999 begann der Ausbau des Filialnetzes im Vereinigten Königreich.

## Gegenwart

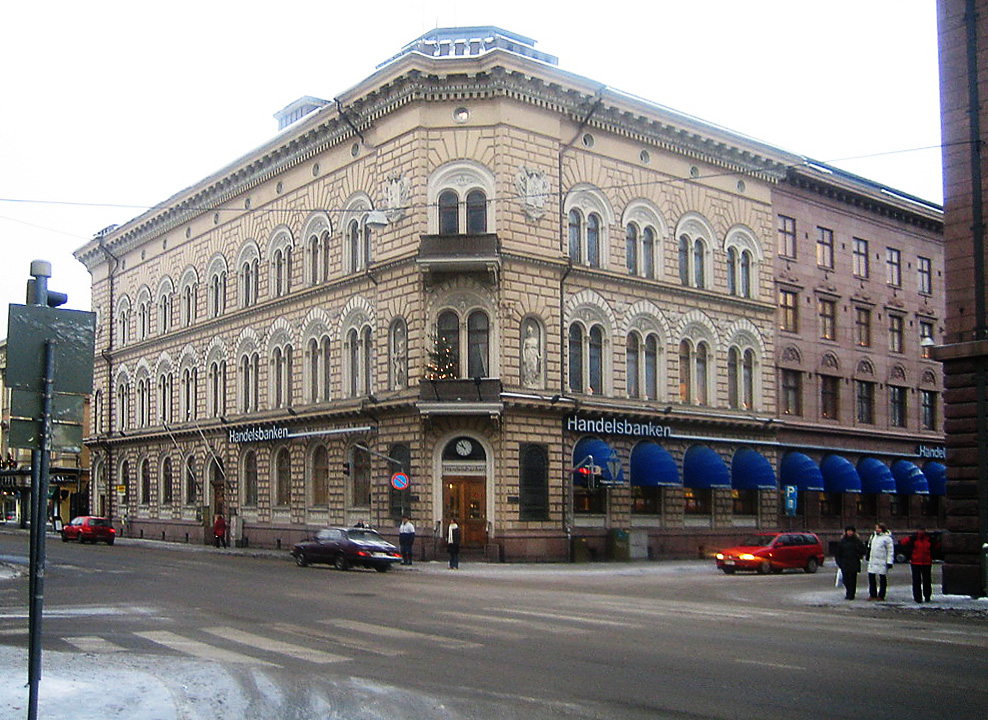
Filiale in Turku

Handelsbanken ist eine Universalbank und bietet Finanzdienstleistungen für Privatkunden wie auch für Firmenkunden an. Dazu zählen unter anderem das Investmentbanking, der Aktienhandel, die Finanzierung und das Versicherungsgeschäft. Ein Teil der Geschäfte wird von Tochterfirmen wie Handelsbanken Fonder, Handelsbanken Finans, Handelsbanken Liv oder Stadshypotek erbracht.
Das Unternehmen verfügt über 461 Niederlassungen in Schweden, 45 in Finnland und 48 in Norwegen. Die Anzahl der Filialen im benachbarten Dänemark wurde im Oktober 2008 durch die Akquisition der Lokalbanken auf 54 erhöht.
Seit 2000 betätigt sich die Bank mit einem erweiterten Konzept auf dem britischen Markt und ist dort mit 56 Filialen vertreten. Hinzu kommen 38 Vertretungen und 4 Repräsentanzen in 17 weiteren Ländern. Mit der Einstellung von Managern für 18 weitere neue Filialen (per 30. September 2008) setzt die Bank ihren Expansionskurs fort.

## Engagement im deutschsprachigen Raum
1972 eröffnete die Svenska Handelsbanken ihre erste Vertretung in Deutschland, welche 1989 in eine Tochtergesellschaft umgewandelt wurde. Ziel der Geschäftstätigkeit war die Gewinnung von Unternehmenskunden, die auch am skandinavischen Markt Geschäfte machten. Im Zuge des Beitritts Schwedens zur Europäischen Union erfolgte die Transformation der Tochter in eine Niederlassung mit Sitz in Frankfurt am Main, eine weitere Niederlassung folgte 1996 in Hamburg. Die Bank hat sich mittlerweile vollständig aus Deutschland zurückgezogen. 2020 wurde die letzte Filiale in Frankfurt am Main geschlossen. 
In der Schweiz ist die Bank in Zürich vertreten. Auch in Luxemburg hat sie eine Filiale, die europaweit vor allem im Bereich der Immobilienfinanzierung tätig ist.